# Dreamy Dud in the Swim
Dreamy Dud in the Swim è un cortometraggio muto del 1915 scritto e diretto da Wallace A. Carlson.

## Produzione
Il film fu prodotto dalla Essanay Film Manufacturing Company.

## Distribuzione
Distribuito dalla General Film Company, il film - un cortometraggio di animazione in una bobina - uscì nelle sale cinematografiche USA il 7 giugno 1915.